# Ulrich Horst Petersen
Ulrich Horst Petersen (født 29. marts 1936 på Frederiksberg) er en dansk jurist, forfatter og tidligere embedsmand, yngste søn af  Aage Petersen og dennes anden kone, Tove Kullenberg.
Ulrich Horst Petersen er halvbror til Leif Panduro, der var søn af første ægteskab og døbt Leif Thormod Petersen. 
Ulrich Horst Petersen er gift med Birthe Petersen, og sammen har de to børn.

## Barndom
Petersen boede med forældrene og sin ældre bror på Tværagervej 5 i Glostrup, da faren onsdag morgen 13.september 1944 gik hjemmefra for at tage toget fra Glostrup Station til sit arbejde i Frimurerlogen i Blegdamsvej, hvor det nazistiske Schalburgkorps havde etableret sit hovedkvarter. Aage Petersen fungerede som propagandachef for det forhadte korps, og var medlem af DNSAP fra november 1942. Denne morgen blev han og Torben Vikelsø-Jensen, medarbejder i den nazistiske avis Maanedens Tilskuer, skudt ned udenfor Nørre Allé 27 af den attenårige Jørgen Jespersen og to andre fra BOPA,  der efter krigen påtog sig ansvaret for dobbeltdrabet, hvilket betød, at politiet aldrig foretog nogen efterforskning af det. Lige bagved kom en anden Aage Petersen, den senere kommunaldirektør i Glostrup, bosat i Tværagervej 1, og så sin navnebror blir skudt ned. Ulrich Horst Petersen nævner i sin erindringsbog Huse og tider, at han hørte nogle drenge råbe "nazisvin" efter hans storebror, hvorefter faren truede drengenes familier. Efter Folkestrejken (1944) sendte faren kone og børn i sikkerhed hos bekendte i Roskilde. Petersen drøfter, om naboer kan have hjulpet til med likvideringen ved at lade drabsmændene skjule sig i deres haver, som han selv havde leget i. – Kort tid efter likvideringen flyttede enken og de to sønner fra Tværagervej. 

## Karriere
Petersen blev student fra Vestre Borgerdyd Gymnasium i 1955 og cand.jur. fra Københavns Universitet i 1965. Han blev efter endt uddannelse ansat som embedsmand i Indenrigsministeriet, hvor han avancerede til kontorchef.
Han debuterede allerede i 1970 som udgiver med Hermann Brochs Massepsykologi. Allerede året efter modtog han i Gyldendals boglegat. Også i 1971 udkom essaysamlingen Frihed og tabu, som han i 1972 fik Statens Kunstfonds produktionspræmie for. I 1977 slog han for alvor sit navn fast med I H.C. Andersens verden, der indbragte både Georg Brandes-Prisen og endnu en produktionspræmie fra Statens Kunstfond. I 1979 modtog han desuden Selskabet til de skønne og nyttige Videnskabers Forfremmelses pris, samt en engangsydelse fra Statens Kunstfond. Hans første roman, I husets tjeneste, udkom 1983 og blev efterfulgt af en række erindringer, hvoraf På vej til mig selv (1992) bl.a. skildrede hans arbejde som embedsmand.
I 1997 modtog han Christian Wilster-Prisen. Erindringerne Huse og tider. Livsbilleder udkom i 1998 og gav ham for tredje gang en produktionspræmie fra Statens Kunstfond. I 1999 fik han Holger Drachmann-legatet og blev desuden optaget i Kraks Blå Bog. Hans seneste bog, essayværket Svinkeærinder, udkom i 2008.